# Peter C. Beyeler
Pour les articles homonymes, voir Beyeler.
 (septembre 2018).
Peter C. Beyeler, né le 5 septembre 1945 à Aarau, est une personnalité politique suisse membre du Parti libéral-radical. 
Depuis le 1er juillet 2000 il est conseiller d'État du canton d'Argovie où il a occupé le poste de Landaman pendant les années 2004-2005 et 2008-2009.